# Pterocalla bella
Pterocalla bella är en tvåvingeart som beskrevs av Giglio-tos 1895. Pterocalla bella ingår i släktet Pterocalla och familjen fläckflugor. Inga underarter finns listade i Catalogue of Life.